# カナ空爆

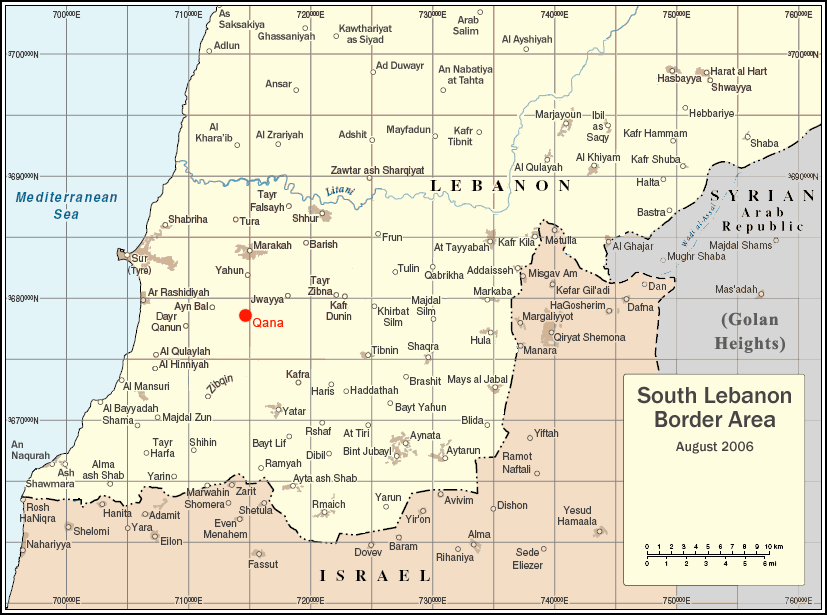
カナの位置

カナ空爆（カナくうばく）は、レバノン侵攻時の2006年7月30日にイスラエル軍が南レバノンのカナ村に対し行なった空爆。

## 概要

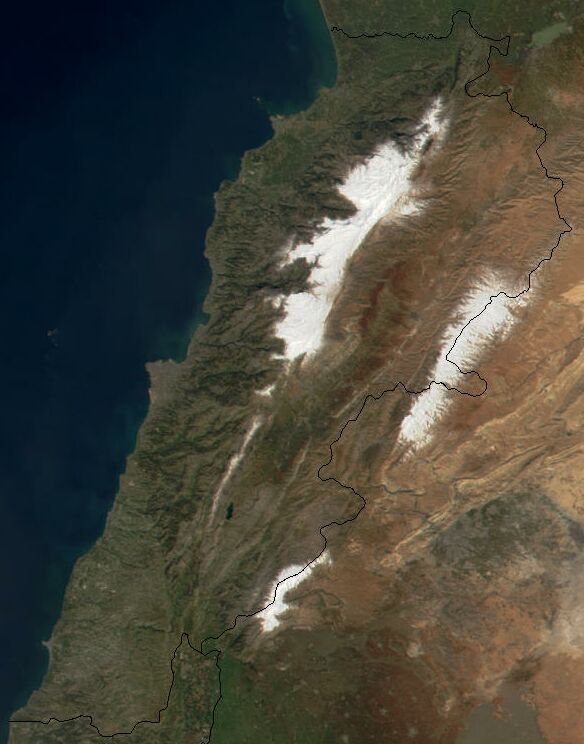
レバノン周辺の衛星写真

2006年7月30日、反イスラエル武装組織ヒズボラが150発以上のカチューシャをカナから発射していたと宣言。イスラエル空軍は、ヒズボラが居たと思われるカナ中心部に2回の空爆を行なった。メディアはこの空爆で37人の児童（15人は身体障害・精神障害児で、避難救助を待っていた児童たち）を含む56人が死亡、負傷者多数と報道。この空爆により、国際的な非難が高まり、同年7月31日にイスラエルは48時間の空爆停止に同意。同日、イスラエルは空爆停止に合意したにも拘わらずレバノン南部の港湾都市スースル北方で自動車を空爆。レバノン南部の村タイベ付近で地上部隊を援護する空爆を行い、地上部隊は南部のイスラム教シーア派組織ヒズボラの拠点を破壊し武器を押収する作戦を続行。
2006年8月1日、イスラエル軍は引き続き空爆停止の合意を破りレバノン南部のバヤダとマスール、東部のバールベック、ベッカー高原北部のアルハルマルを空爆。
ヒューマン・ライツ・ウォッチ 2006年8月2日報道 ：死亡者数: 28（児童数: 16）

### 死亡者一覧

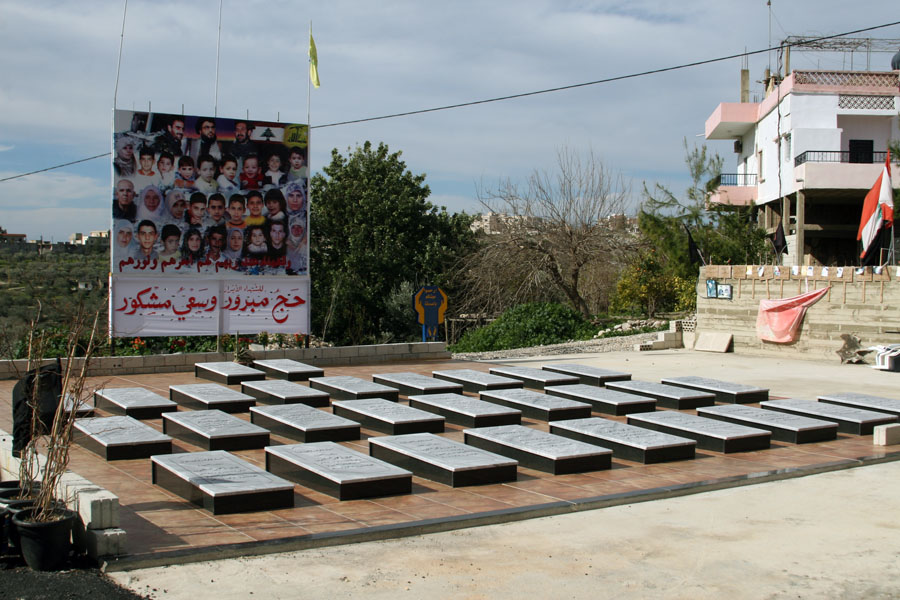
カナ空爆死亡者28名の追悼碑

## 情勢

### イスラエル
イスラエル首相エフード・オルメルトは、カナ空爆に関して「遺憾である」と発表、市民の退去勧告を行なってきたと述べた。ヒズボラがカナをカチューシャの貯蔵・発射地として、またカナ村民を人間の盾としているとも主張した。
イスラエルの国連大使であるDan Gillermanは、市民の死について「ヒズボラに責任がある」と語った。

### レバノン
レバノン首相フアード・シニオラはカナ空爆を公式に非難。アメリカ合衆国国務長官コンドリーザ・ライス氏との会談を中止し、国際連合安全保障理事会の緊急開会を要請。